# سعد شرار
سعد حمدان محمد العازمي والمعروف باسم سعد شرار (1953 - 17 مايو 2021) مخترع كويتي يُعرف بـ «أبو التفخيخ» ويعد من أبرز رجال المقاومة الكويتية إبان الغزو العراقي للكويت عام 1990.

## عن حياته
ولد سعد شرار عام 1953 في شرق مدينة الكويت وتحديدا في فريج الصوابر والتحق في مدرسة النجاح ثم اكمل دراسته في مدرسة كاظمة في منطقة الصوابر وبعدما إنتقل والده إلى منطقة السالمية التحق في مدرسة الرازي، وبعد أن أتم جميع مراحله الدراسية التحقت بمركز التدريب الصناعي ثم كلية التدريب المهني، وحصل بعدها على الشهادة الفنية الذي خولته التوظيف في وزارة المواصلات الكويتية كفني تمديدات كهربائية وفني ميكانيك ( وهو التخصص الذي صقل خبرته في تفخيخ مركبات الجيش المحتل خلال الغزو العراقي للكويت)، وبعد أن خدم 30 عاما تقاعد من العمل الوزاري عام 1994 وإتجه الي الأعمال الحرة.

## أبرز إختراعاته
- إختراع مركبة تسير وحدها من دون سائق.[6]
- إختراع بابا يفتح عند وقوف الشخص بجانبه.
- إختراع تلفازا يعمل بالكلام وسيارة تعمل بالكلام.
- اختراع سيارات مفخخة وإرسالها إلى الأماكن العسكرية لتفجيرها بالريموت كونترول.
- إختراع مدفعا رشاشا يعمل وحده.

## اعتقاله وتعذيبه

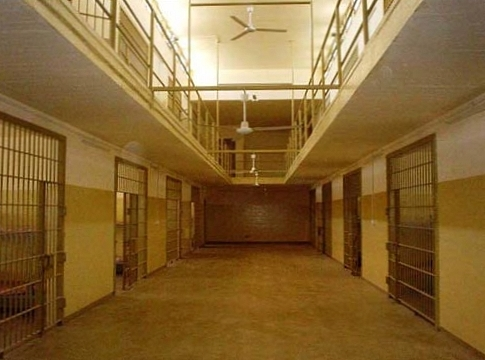
سجن أبو غريب الذي سجن فيه سعد شرار

تم القاء القبض عليه بتاريخ 2/1/1991 قبل الضربة الجوية لقوات التحالف، من قبل وحدة الاستخبارات العراقية خلال الغزو العراقي للكويت، وذلك بعد ورود معلومات عن تخصصه في صناعة السيارات المفخخة وتفجيرها بالجنود العراقيين، وبعد القبض عليه تم تعذيبه بالضرب الشديد والصواعق الكهربائية ونقله من الكويت إلى سجن أبو غريب في بغداد، وبعد وصوله الي بغداد قابله رئيس جهاز المخابرات العامة العراقية سبعاوي إبراهيم التكريتي وطالب بالحكم عليه بالإعدام فورا.